# Nicolas Nadeau
Nicolas Nadeau (* 30. September 1997 in Montreal) ist ein kanadischer Eiskunstläufer, der früher im Einzellauf startete und zurzeit mit Emmanuelle Proft  im Paarlauf antritt.

## Karriere

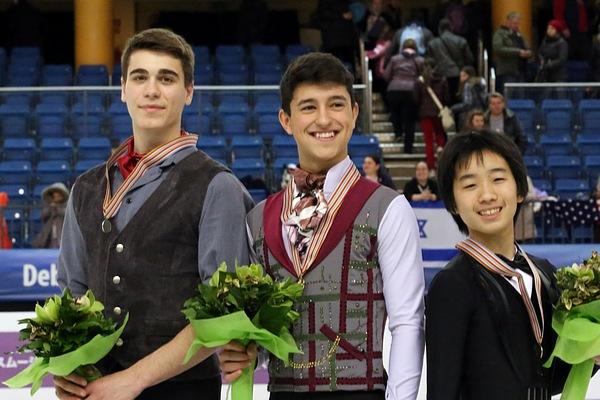
Nicolas Nadeau (links) mit Daniel Samohin und Tomoki Hiwatashi bei den Junioren-Weltmeisterschaften 2016

Nadeau wurde 2015 kanadischer Juniorenmeister und 2016 Vizeweltmeister der Junioren hinter dem Israeli Daniel Samohin.
Bei den Kanadischen Meisterschaften der Senioren belegte Nadeau 2016 den fünften und 2017 den vierten Platz, wobei er hier besonders mit seiner Elvis-Presley-Kür punkten konnte und nur knapp das Podium verfehlte. Im Herbst 2017 nahm Nadeau erstmals bei der ISU-Grand-Prix-Serie teil. Bei Skate Canada 2017 erreichte er den siebten Platz und erzielte dabei eine neue persönliche Punktebestleistung von 229,43 Punkten. In der folgenden Saison musste Nadeau seine Teilnahme an der Grand-Prix-Serie absagen. Er wurde Sechster bei den Kanadischen Meisterschaften und vertrat Kanada bei den Vier-Kontinente-Meisterschaften – die einzige Teilnahme an einer internationalen Meisterschaft in seiner Senioren-Karriere – und erreichte dort den 11. Platz.  Der siebte Platz blieb seine beste Platzierung in der Grand-Prix-Serie: Auch 2019 erreichte er in seinen beiden Grand-Prix-Wettbewerben Platz 7. Bei seinen letzten Kanadischen Meisterschaften im Jahr 2020 wurde er Fünfter. Seine Einladung zu Skate Canada 2020 konnte Nadeau nicht antreten, da der Wettbewerb aufgrund der COVID-19-Pandemie abgesagt wurde, ebenso die Kanadischen Meisterschaften 2021. Auch Nadeau infizierte sich mit COVID-19, was ihn in seinem Training zurückwarf.
Nach der Saison 2020/21 erklärte Nadeau seine Karriere im Einzellauf für beendet. Kurze Zeit später gab er bekannt, zum Paarlauf zu wechseln, wo er gemeinsam mit Emmanuelle Proft antreten werde.
Das Paar hatte seinen ersten internationalen Auftritt 2023 beim Challenger-Wettbewerb Autumn Classic International, wo sie den 3. Platz erreichten.

## Ergebnisse

### Im Einzellauf
| Meisterschaft / Jahr            | 2015  | 2016  | 2017  | 2018  | 2019  | 2020  | 2021  |
| ------------------------------- | ----- | ----- | ----- | ----- | ----- | ----- | ----- |
| Vier-Kontinente-Meisterschaften |       |       |       |       | 11.   |       |       |
| Kanadische Meisterschaften      | 1. J  | 5.    | 4.    | 9.    | 6.    | 5.    | A     |
| Juniorenweltmeisterschaften     | 25.   | 2.    | 12.   |       |       |       |       |
| -                               |       |       |       |       |       |       |       |
| Grand-Prix-Wettbewerb / Saison  | 14/15 | 15/16 | 16/17 | 17/18 | 18/19 | 19/20 | 20/21 |
| Grand Prix de France            |       |       |       |       | Z     | 7.    |       |
| Skate Canada                    |       |       |       | 7.    |       | 7.    | A     |

J = Junioren; A = Wettbewerb abgesagt; Z = Teilnahme zurückgezogen